# Brienz/Brinzauls
Brienz/Brinzauls (německy Brienz, rétorománsky Brinzauls) je bývalá samostatná obec ve švýcarském kantonu Graubünden, okresu Albula. Nachází se v údolí řeky Albula, asi 21 kilometrů jižně od kantonálního hlavního města Churu a 23 kilometrů jihozápadně od Davosu. Má přibližně 120 obyvatel.
K 1. lednu 2015 se Brienz, spolu s dalšími obcemi v údolí řeky Albula, sloučil do nové obce Albula/Alvra.

## Geografie
Bývalá samostatná obec Brienz/Brinzauls se skládá z hlavní části Brienz/Brinzauls a vesnice Vazerol. Leží na slunné terase údolí řeky Albula, na úpatí hory Piz Linard (2768 m n. m.). Oblast se rozkládá od dna údolí Albuly až po nejvyšší bod Lenzer Horn (2906 m n. m.). V Brienzu se nachází také zřícenina hradu Belfort.
Obec Brienz/Brinzauls (1144 m n. m.) leží na kantonální silnici mezi Lenzerheide – Lantsch/Lenz – Davos. Od roku 1874 sem jezdila koňská pošta z Davosu do Lantsch. V létě 1964 byl na trase mezi Lenzerheide a železniční stanicí Wiesen zaveden poštovní autobus.

## Historie

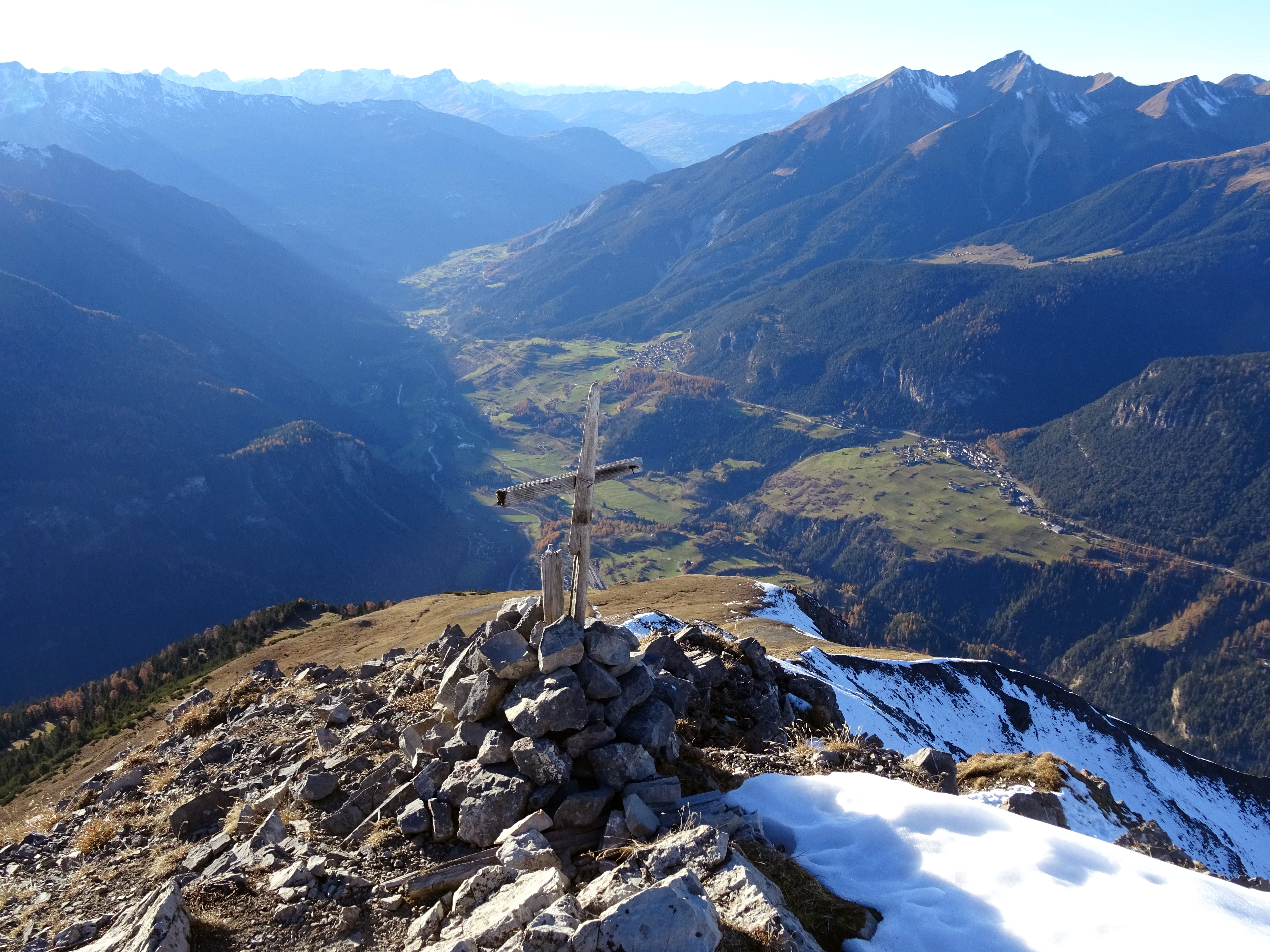
Údolí Albula

V oblasti Lantsch-Tiefencastel-Oberhalbstein jsou odedávna doložena různá naleziště. Osídlení v této oblasti je doloženo již z pravěku, a to jak z doby bronzové, tak z doby železné. Nacházelo se na severojižní tranzitní cestě do průsmyků Julier a Septimer, která byla v té době hojně využívána a později i Římany. Ačkoli pro Brienz žádné takové nálezy neexistují, lze s největší pravděpodobností předpokládat, že i oblast obce Brienz/Brinzauls byla osídlena velmi brzy.
Krajina předního údolí Albula se tak jako tak představuje jako obraz římských zařízení (osady, kultury, hradiště, cesty) v jejich první doložené podobě v raném středověku. Je to obraz udržované krajiny s extenzivním zemědělstvím a intenzivním chovem ovcí. Osada Brienzola je poprvé zmiňována v císařském urbáři z doby kolem roku 840. Celá oblast údolí Albula včetně Oberhalbsteinu, který byl osídlen kolem roku 840, tvořila jeden z celkem dvanácti samostatných správních obvodů franského královského panství v tzv. Churrätienu.

Brienz (1954)

Tento celek se ve vrcholném středověku rozpadl s rozdělením moci a majetku mezi různé feudály. Z hradu Belfort vytvořili baroni z Vazu panství, které zahrnovalo také Brienz/Brinzauls. Po vymření Vazských kolem roku 1330 přešlo panství na Toggenburky, poté na Montforty a v roce 1466 na rakouské vévody, u nichž zůstalo až do roku 1652.
V roce 1436 se „země a dvůr Belfort“ staly členem Desetistoličného spolku. V roce 1613 se dvůr rozdělil na polosoudy Innerbelfort a Ausserbelfort s vesnicemi Brienz/Brinzauls, Vazerol, Surava a Lantsch/Lenz.
S novou kantonální ústavou z roku 1851 se dvory změnily na okresy a jednotlivé obce se staly politickými obcemi. V roce 1869 se obec Brienz/Brinzauls vzdala své samostatnosti a spojila se se Suravou v obec Brienz-Surava. V roce 1883 se obce opět rozdělily. Brienz/Brinzauls a Surava byly až do 31. prosince 2014 opět samostatnými politickými obcemi.
V noci z 30. na 31. března 1874 zničil rozsáhlý požár téměř celou obec Brienz. Zasažen byl farní kostel a 24 z 37 domů. Při obnově byla narovnána hlavní ulice a podél ní bylo přestavěno několik domů ve velkorysých proporcích a městském stylu.
Od roku 1981 je Birmensdorf v kantonu Curych sponzorskou obcí Brienzu. Od 1. ledna 1997 nesla obec oficiálně dvojí název Brienz/Brinzauls. K 1. lednu 2015 se sloučila s tehdejšími obcemi Alvaneu, Alvaschein, Mon, Stierva, Surava a Tiefencastel do nové obce Albula/Alvra.

## Obyvatelstvo

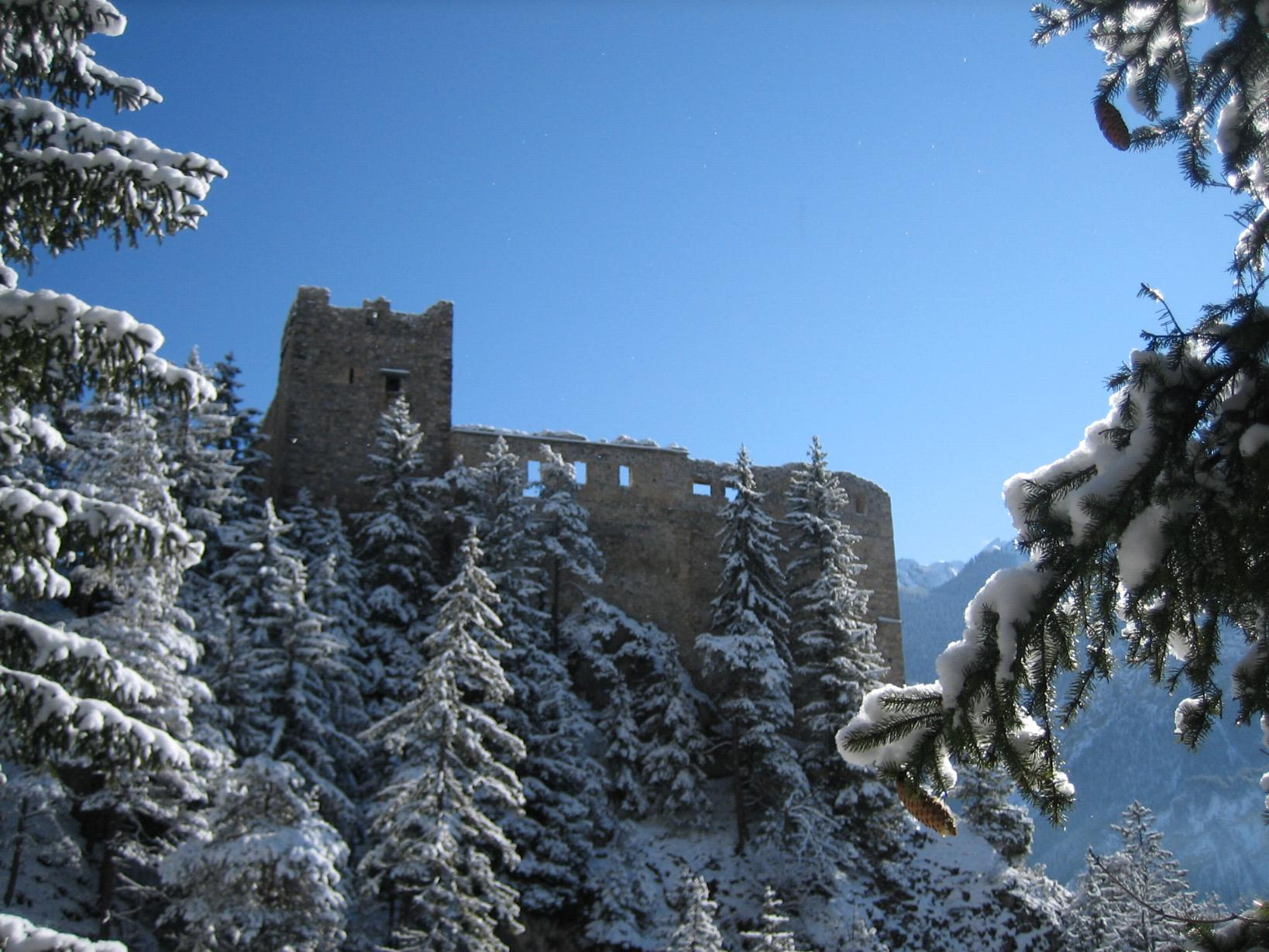
Zřícenina hradu Belfort

| Rok            | 1808 | 1850 | 1860 | 1888 | 1900 | 1941 | 1950 | 1980 | 1990 | 2000 | 2005 | 2014 |
| Počet obyvatel | 111  | 191  | 205  | 146  | 158  | 186  | 172  | 95   | 112  | 117  | 114  | 124  |

### Jazyky
Obyvatelé tradičně hovořili rétorománským dialektem surmiran. V roce 1880 mluvili prakticky všichni obyvatelé rétorománsky, v roce 1941 to bylo ještě 83 %. Od roku 1970 rétorománština prudce poklesla. Od roku 2000 převládá němčina, zatímco rétorománštině stále rozumí asi polovina obyvatel. Vývoj v posledních desetiletích přibližuje následující tabulka:
| Jazyky v Brienzu |                   |                   |                   |                   |                   |                   |
| Jazyk            | Sčítání lidu 1980 | Sčítání lidu 1980 | Sčítání lidu 1990 | Sčítání lidu 1990 | Sčítání lidu 2000 | Sčítání lidu 2000 |
| Jazyk            | Počet             | Podíl             | Počet             | Podíl             | Počet             | Podíl             |
| Němčina          | 26                | 27,37 %           | 45                | 40,18 %           | 80                | 68,38 %           |
| Rétorománština   | 67                | 70,53 %           | 65                | 58,04 %           | 37                | 31,62 %           |
| Počet obyvatel   | 95                | 100 %             | 112               | 100 %             | 117               | 100 %             |

## Sesuv půdy

Panorama sesuvného kuželu

Obec Brienz leží na starém sesuvném území, tzv. „Rutsch“, které je dosud aktivní. Měření v roce 2019 ukázala, že se obec sesouvá o jeden metr za rok. Evakuace tak není vyloučena.
Jižní strana Piz Linard byla a zčásti stále je v pohybu od nadmořské výšky přibližně 2500 metrů až po dno údolí. Pod svrchním dolomitem leží břidlice, která nevydrží tlak a pomalu vytéká pod Brienz, přičemž její nejhlubší části jsou neustále erodovány řekou Albula a ztrácejí tak svou pevnost. Tento pohyb lze dobře vymezit na silnicích, protože v místech, kde přecházejí z pevné do pohyblivé břidlice, trpí vybočením. Nestabilitu podloží lze pozorovat na kantonální silnici Lantsch/Lenz–Davos, na silnicích Vazerol–Brienz a Tiefencastel–Surava a na nakloněné kostelní věži.

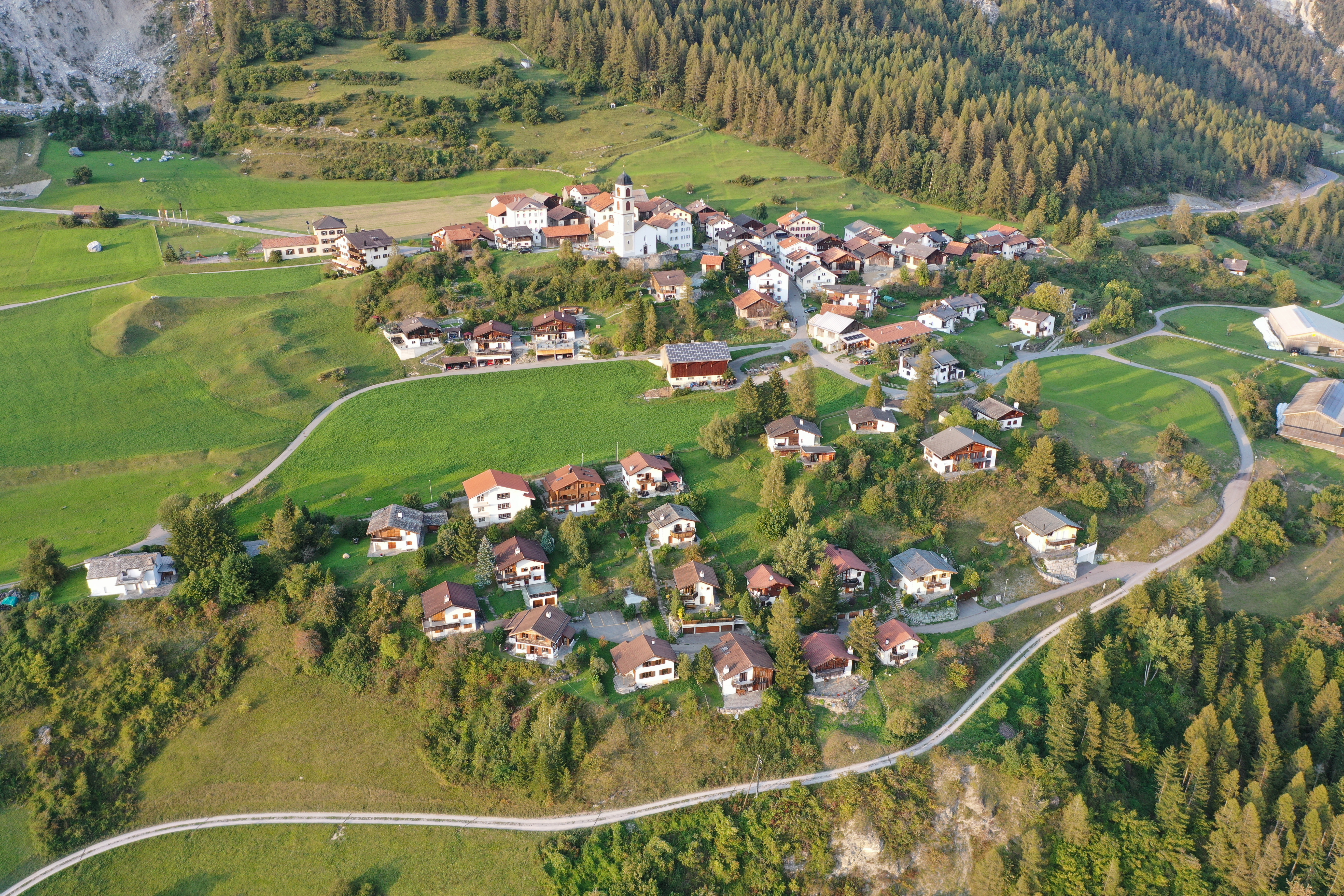
Letecký pohled na obec

Z různých sesuvných míst nad obcí Brienz stojí za zmínku sesuv, který tvoří suťový proud východně od obce. Místo sesuvu leží v nadmořské výšce asi 1690 m. Dnešním sesuvným územím vedla původní cesta z obce. Sesuv byl pravděpodobně vyvolán odlesněním, které bylo nutné po požáru v Brienzu v roce 1874. Pohyb začal v listopadu 1878 po dlouhém období dešťů a nejaktivnější byl v zimě 1878/1879 a v letech 1902–1907; v té době suťový proud postupoval přibližně o jeden metr denně. Pohyb se uklidnil v důsledku výstavby odvodňovacích zařízení v oblasti zbořenišť a zalesňování v letech 1947 až 1955.
V srpnu 2019 došlo k sesuvu, v jehož důsledku kus skály o hmotnosti asi 100 tun přešel pole a hlavní silnici, která byla uzavřena automatickou signalizací, rychlostí blížící se 100 kilometrům za hodinu. Kutálel se kolem dětského hřiště, kde se zastavil na poli. Místní obyvatelé událost natočili na video.
Kvůli hrozícímu sesuvu půdy na jaře 2023 se obec v dubnu téhož roku rozhodla obnovit plány na možnou evakuaci. Začátkem května 2023 obec vyhlásila „žlutou fázi“. Očekávala, že okrajová oblast obce může být zasažena sesuvem během dvou až šesti týdnů. Obyvatelé byli vyzváni, aby dokončili přípravy na svou evakuaci co nejdříve. 9. května 2023 byla vyhlášena „oranžová fáze“ a obec nařídila okamžitou evakuaci do 12. května. Kromě toho měla být tři až deset dní před událostí vyhlášena „červená fáze“.
V noci z 15. na 16. června 2023 se část hory sesunula, jen těsně minula domy a zcela zasypala jednu z příjezdových cest do obce. Vzhledem k předchozí evakuaci obce se nikomu nic nestalo.
Vzhledem k opětovným svahovým pohybům a zvýšenému nebezpečí byla počátkem listopadu 2024 znovu vyhlášena tzv. oranžová fáze ohrožení. Úřady vyzvaly 12. listopadu obyvatele, aby do neděle 17. listopadu obec z preventivních důvodů opět opustili.

## Hospodářství a doprava
Brienz/Brinzauls je typická zemědělská obec. Na rozdíl od ostatních obcí ve středním Graubündenu se musela obejít bez tzv. vodného (kompenzace elektrárenských společností za využívání vodní energie). Obec má jen málo průmyslové nabídky. Cílem je šetrná forma cestovního ruchu. Brienz je přidružený k turistické destinaci Lenzerheide. Ve vesnici Vazerol bylo v 21. století postaveno několik rekreačních domů.
Silniční spojení obstarává kantonální hlavní silnice č. 3, vedoucí z Churu přes Lenzerheide a Tiefencastel do Engadinu přes Vazerol. Nejbližší železniční stanice se nachází v nedalekém Tiefencastelu na Albulské dráze.